# Daszdordżijn Cerentogtoch
Daszdordżijn Cerentogtoch (mong. Дашдоржийн Цэрэнтогтох; ur. 11 sierpnia 1950 w somonie Narijnteel, zm. 26 sierpnia 2015) – mongolski zapaśnik walczący w stylu wolnym. Dwukrotny olimpijczyk. Walczył w wadze półciężkiej (90 kg). Zajął piąte miejsce w Moskwie 1980 i odpadł w eliminacjach turnieju w Montrealu 1976.
Zdobył złoty medal na igrzyskach azjatyckich w 1974 i srebrny w 1982. Zajął drugie miejsce w Pucharze Świata w 1975 i trzecie w 1981 roku.
- Turniej w Montreal 1976

Przegrał dwa pojedynki, z Pakistańczykiem Muhammadem Salah-ud-dinem i Finem Keijo Mannim i odpadł z turnieju.
- Turniej w Moskwie 1980

Pokonał Afgańczyka Ibrahima Szudzandina, Irakijczyka Alego Nemę i Australijczyka Micka Pikosa, przegrał z reprezentantem NRD Uwe Neupertem i ZSRR, Sanasarem Oganisianem